# Philautus mjobergi
Espèce
Statut de conservation UICN

 LC  : Préoccupation mineure
Philautus mjobergi est une espèce d'amphibiens de la famille des Rhacophoridae.

## Répartition
Cette espèce est endémique des montagnes du Nord de Bornéo. Elle se rencontre entre 1 500 et 3 000 m d'altitude :
- au Sabah et au Sarawak en Malaisie orientale ;
- au Kalimantan en Indonésie.

## Description
Philautus mjobergi mesure entre 23 et 30 mm. Son dos est brun rougeâtre foncé avec des taches noires dont une en forme de « )( » au milieu du dos. Son ventre est brun foncé avec des taches irrégulières blanches. Deux ou trois ovales de couleur blanche sont visibles au niveau de l'aine. Ses membres sont rayés.

## Étymologie
Cette espèce est nommée en l'honneur du zoologiste suédois Eric Georg Mjöberg.

## Publication originale
- Smith, 1925 : On a collection of Reptiles and Amphibians from Mt. Murud, Borneo. Sarawak Museum Journal, vol. 3, p. 5-14 (texte intégral).